# マイケル・ウォード (神学者)
マイケル・ウォード（Michael Ward、1968年1月6日 - ）は、C・S・ルイスの『ナルニア国物語』が七曜を基にした構造をもっていると論じた著書『Planet Narnia』で知られる、イギリスの神学者。
ウォードはクックフィールドに生まれ、オックスフォード大学の常設私立学寮リージェンツ・パーク・カレッジ、ケンブリッジ大学のピーターハウスと神学校リドリー・ホール、さらにセント・アンドルーズ大学に学んだ。2005年にはイングランド国教会で聖職者按手を受けて聖職者となったが、2012年にはカトリック教会に改宗した。現在は、オックスフォード大学の常設私立学寮ブラックフライアーズの上席研究フェローであり、ヒューストン・バプティスト大学の弁証学教授である。
ウォードは、映画のエキストラとして、『永遠の愛に生きて (Shadowlands)』（1993年）、『ハムレット (Hamlet)』（1996年）、『007 ワールド・イズ・ノット・イナフ (The World Is Not Enough)』（1999年）をはじめ、多数の作品に出演している。